# Полицајке из Л. А.
Полицајке из Л. А. (енгл. L.A.'s Finest) је америчка криминалистичко-драмска телевизијска серија чији су аутори Брендон Марголис и Брендон Сонијер, коју производи Sony Pictures Television. Представља изданак филмске франшизе Лоши момци чији је аутор Џорџ Гелоу. Премијера серије била је 13. маја 2019. године на кабловском провајдеру Spectrum. Серија Полицајке из Л. А. представља премијум садржај направљен за кабловског провајдера и носи банер Spectrum Originals.

## Радња
Из свемира франшизе Лоши момци, серија прати Сyд Бернет (Габријела Јунион), која је последњи пут виђена у Мајамију док је уништавала наркомански картел, а наизглед је напустила своју замршену прошлост како би постала детективка полиције Лос Анђелеса. Заједно са новом партнерком Ненси Макена (Џесика Алба), запосленом мајком која има једнако сложену историју, Сид је присиљена да се суочи са тиме како њен животни стил може да маскира још већу личну тајну. Ловећи највеће криминалце у Лос Анђелесу, док истовремено избегавају правила и ограничења брзине, Сид и Ненси постају неизбежна сила на улицама, али и у властитим животима.